# Estación de Calatayud
Calatayud, antiguamente también conocida como Calatayud-Jalón, es una estación ferroviaria situada en el municipio español de Calatayud, en la provincia de Zaragoza (Aragón). En ella confluyen el trazado clásico de ancho ibérico entre Madrid y Barcelona y la nueva línea de alta velocidad. Para la llegada de esta última se optó por remodelar la antigua estación.
Históricamente, Calatayud constituyó un importante nudo ferroviario, pues en ella se bifurcaban los trazados de tres líneas férreas: Madrid-Barcelona, Calatayud-Valencia y Calatayud-Cidad Dosante. Debido al importante tráfico que atendía, Calatayud se convirtió en un gran complejo ferroviario que disponía de una reserva de locomotoras, cocheras, talleres, muelles de mercancías y una amplia playa de vías. Sin embargo, la clausura en 1985 de las líneas a Caminreal y Burgos se tradujo en una pérdida de importancia para la estación. En la actualidad las instalaciones forman parte de la red de Adif.
En 2018 la estación de Calatayud fue utilizada por 238 525 pasajeros.

## Situación ferroviaria
La estación se encuentra a 531,4 metros de altitud y está integrada tanto en la línea L.A.V. Madrid-Zaragoza-Barcelona-Frontera Francesa, punto kilométrico 221.3, entre las estaciones de Guadalajara-Yebes y Zaragoza-Delicas. También se sitúa la línea férrea de ancho ibérico que une Madrid con Barcelona, punto kilométrico 244.7, entre las estaciones de Terrer y Embid de la Ribera.  

## Historia
La estación fue inaugurada el 25 de mayo de 1863 con la apertura del tramo Medinaceli - Zaragoza de la línea férrea Madrid-Zaragoza por parte de la Compañía de los Ferrocarriles de Madrid a Zaragoza y Alicante o MZA. En 1941, la nacionalización del ferrocarril en España supuso la integración de la compañía en la recién creada RENFE.
Calatayud llegó a ser un importante nudo ferroviario, con la presencia de varias estaciones y líneas férreas. En 1901 quedó conectada con la línea Calatayud-Teruel-Sagunto, construido por la Compañía del Ferrocarril Central de Aragón, y en 1929 lo haría con el ferrocarril Santander-Mediterráneo. Ello supuso que las instalaciones originales de MZA coexistieran con otras estaciones, como la de Calatayud-Jiloca (Central de Aragón) o la de Calatayud-Ribota (Santander-Mediterráneo). La existencia de estas tres estaciones daría lugar a la creación de un núcleo ferroviario de gran importancia, con una estación común para servicios de viajeros y mercancías. Esta situación se mantuvo hasta 1985, fecha en que fueron clasurados el tramo Calatayud-Caminreal de la conexión con Teruel y el inacabado ferrocarril Santander-Mediterráneo.
El 24 de febrero de 2003 el AVE hizo por primera vez su parada en una remozada estación de Calatayud. El 10 de octubre de 2003 la línea Madrid-Zaragoza-Lérida fue inaugurada oficialmente descubriéndose una placa que hacía mención a ello por parte del rey Juan Carlos I y de la Reina Sofía.
Desde el 31 de diciembre de 2004 Renfe Operadora explota la línea mientras que Adif es la titular de las instalaciones ferroviarias.

## La estación

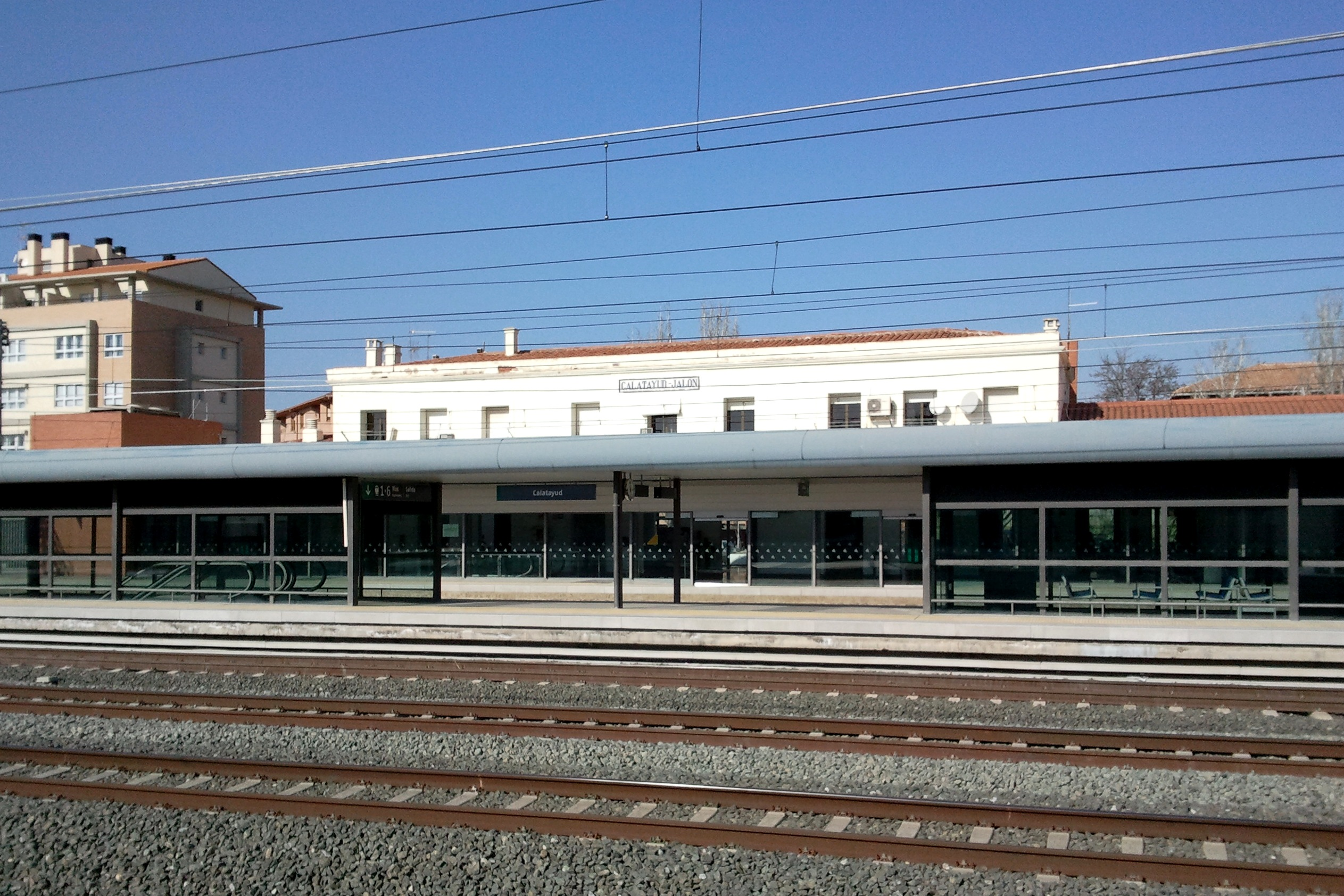
Vista General de la Estación desde el andén de Alta Velocidad, sentido Zaragoza (via 6).

La estación se sitúa al sureste del centro urbano no muy lejos del río Jalón. Para la llegada de la alta velocidad el recinto sufrió una amplia remodelación aunque se optó por preservar el edificio histórico construido por MZA en el siglo XIX recubriéndolo con una estructura de ladrillo y cristal que le da un aspecto más moderno y amplía su capacidad.  
Existe una via nombrada como 1B, de carácter terminal, reservada para regionales con origen en Calatayud y destino Zaragoza y viceversa.  
Desde su reforma cuenta con cuatro vías más (3 a 6) de ancho internacional usadas por los trenes de alta velocidad de tal forma que su esquema de vías quedó de la siguiente forma: a-v-v-a-v-v-v-v-a. Los cambios de andén se realizan gracias a pasos subterráneos a los que se accede por ascensor o escalera mecánica. Los nuevos andenes están protegidos con una cubierta acristalada (donde se efectúa el control de equipajes) y están aislados acústicamente.
Cuenta con venta de billetes en ventanilla (de 06.40h a 22.00h), punto de información, wifi, aseos, y consigna. Además, el recinto está adaptado para las personas con discapacidad. En el exterior dispone de un aparcamiento con capacidad para más de doscientos vehículos, zonas ajardinadas y paradas de taxis y autobuses urbanos.

## Servicios ferroviarios

### Larga distancia
Los servicios de Grandes Líneas operados por Renfe usan trenes de alta velocidad Alvia y Ave para conectar la ciudad con Madrid, Barcelona, Logroño, Pamplona y Huesca.

### Media distancia
Renfe presta servicio de Media Distancia gracias a sus trenes Regionales, y Regional Exprés ofreciendo trayectos cuyos destinos principales son Madrid, Guadalajara y Zaragoza. Además, trenes Avant ofrecen conexiones de alta velocidad entre Zaragoza y Calatayud uniendo ambas ciudades en apenas 30 minutos.